# Parràsia

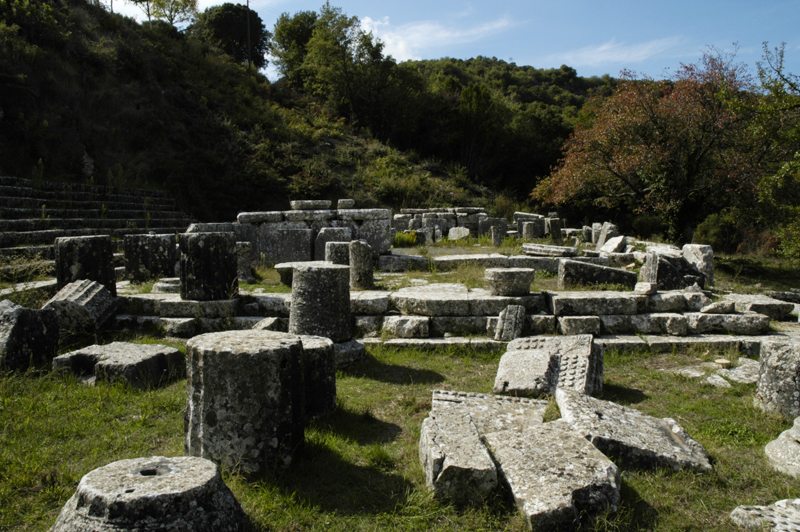
Restes històriques de Licosura.

Parràsia (grec antic: Παρρασία, etnònim Παρράσιος) era una contrada situada al sud de l'antiga Arcàdia que ocupava la part esquerra de la plana del riu Alfeu. Homer ja la menciona com a ciutat al «Catàleg de les naus»; la tradició deia que l'havia fundada Parrasi, un dels fills de Licàon i pare d'Arcas. Altres tradicions deien que va ser Pelasg qui va fundar la ciutat. Alguns autors equiparen la ciutat amb Licosura.
Hi havia les viles de Macàrees, Dàsees, Acacèsion, Licosura, Tòcnia, Basilis, Cípsela, Batos, Trapezunt, Acòntion i Proseis.
Els seus habitants, els parrasis, eren segons Estrabó, una de les tribus d'Arcàdia més antigues. Durant la guerra del Peloponès, Mantinea va sotmetre Parràsia i els parrasis, però els lacedemonis els van restituir els seus antics dominis, segons que diu Tucídides.